# Stenadonta
Stenadonta är ett släkte av fjärilar. Stenadonta ingår i familjen tandspinnare.
Kladogram enligt Catalogue of Life:
| Stenadonta | \| \| Stenadonta cyttarosticta \| \| \| \| \| \| Stenadonta radialis \| \| \| \| |
|            | \| \| Stenadonta cyttarosticta \| \| \| \| \| \| Stenadonta radialis \| \| \| \| |
|            | Stenadonta cyttarosticta                                                         |
|            |                                                                                  |
|            | Stenadonta radialis                                                              |
|            |                                                                                  |